# Morcín
Morcín es un concejo de la comunidad autónoma española del Principado de Asturias, dividido en siete parroquias, formando un total de 65 núcleos de población, de los cuales 53 tienen una población inferior a los 100 habitantes, y únicamente las doce entidades restantes con una población de entre 100 y 1000 habitantes. Limita al norte con el concejo de Ribera de Arriba, al sur con el de Riosa, con el de Mieres al este y con el de Quirós y Santo Adriano al oeste. Cuenta en total con una población de 2666 habitantes (INE, 2017).
Se trata principalmente de un concejo rural con tradición minera y ganadera, ubicado en el corazón del Principado de Asturias, bien conectado con los principales núcleos de la región. Santa Eulalia, la capital, se encuentra situada estratégicamente a 10 km de Oviedo y de Mieres, y a menos de 30 minutos por autovía con Avilés y Gijón.
Sus 50,05 km² están delimitados por pueblos y aldeas cuyo principal punto común es el monte Monsacro. La Sierra del Aramo, declarada como Paisaje Protegido, contribuye a la armonía del concejo junto con los ríos Morcín y Barrea.
Como recompensa a su esfuerzo por la conservación de su acervo cultural, una de las comunidades más significativas de Morcín, la de la parroquia de la La Foz, ha sido galardonado con el Premio al Pueblo Ejemplar, ratificando así su postura por un desarrollo económico sostenible y en armonía con su entorno natural.

## Toponimia
Existen varias teorías sobre la procedencia de la palabra Morcín.
Unos especialistas consideran que los romanos se instalaron en estas tierras dándoles el nombre de Mortecinio, esto es, río muerto, por lo sosegado de la corriente del río que atraviesa Santa Eulalia, que divide el término municipal en dos partes. Mortecinio daría paso a Mortecino, para desembocar finalmente en el actual Morcín.
Otro sector de especialistas considera que vendría de Muro Cintus, por el cinturón de cumbres que ciñe el concejo; su contracción en Morcín es también natural.
Otros suponen que la población que dio origen a Morcín vivía en lo alto de las montañas, posiblemente del Monsacro, por lo que les denominarían de la Morca, es decir, de la escarpada peña. Morca podría llegar a derivar en Morcín.

## Geografía
Integrado en la comarca de Oviedo, la capital del concejo, Santa Eulalia, se sitúa a 14 kilómetros de la capital asturiana. El término municipal está atravesado por la carretera nacional N-630, entre los kilómetros 37 y 41, por la carretera comarcal AS-231, que conecta con Riosa, y por carreteras locales de 2.º orden que permiten la comunicación entre las pedanías. El concejo, con solo 50 km², se encuentra cruzado y rodeado por una variada e impresionante situación paisajística que tiene a la sierra de Aramo como protagonista.
Está representado en las hojas 52 y 53 del Mapa Topográfico Nacional. Limita al norte con el municipio de Ribera de Arriba; al este con Mieres; al oeste con Quirós; al noroeste con Santo Adriano; y por el sur con Riosa.
| Noroeste: Santo Adriano | Norte: Ribera de Arriba | Noreste: Ribera de Arriba       |
| Oeste: Quirós           |                         | Este: Ribera de Arriba y Mieres |
| Suroeste Quirós         | Sur: Riosa              | Sureste: Mieres                 |

### Sistemas montañosos

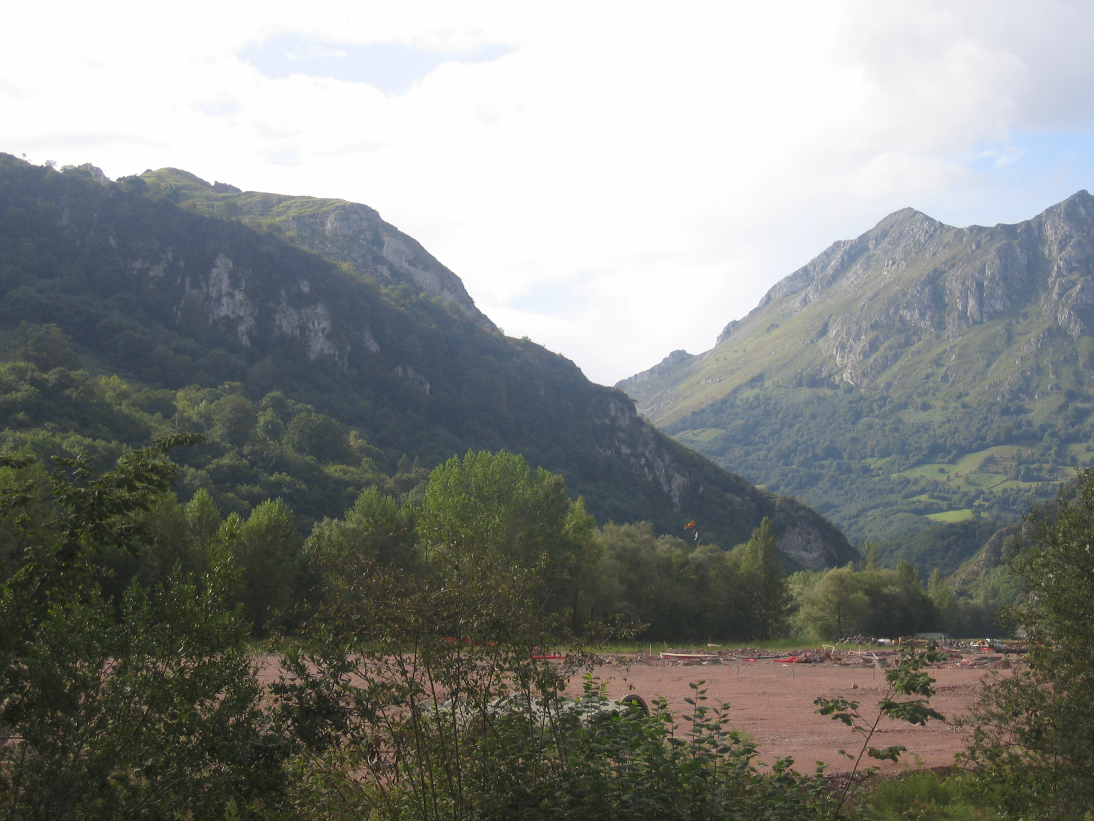
Vista del concejo desde la localidad de Argame. A la derecha se puede observar el Monsacro, conocido popularmente como La Madalena. A la izquierda se puede observar el pico del Castiellu

El Aramo, en sus más altos picos, hace de muralla limitando el concejo por el suroeste con los concejos vecinos de Quirós y Riosa en el pico Gamonal (1710 m). Otras alturas importantes del concejo son Lángano (1411 m), La Mostayal (1303 m) o Peña La Vara (1213 m). El pico Llosorio (998 m) hace de límite con los concejos de Riosa y Mieres. Entre las cimas del concejo, hay que hacer una mención especial a la inmensa mole del Monsacro (1055 m), popularmente conocido como La Madalena, que, aunque perteneciendo a la sierra del Aramo, forma él, solitario, el centro del concejo, separándose del resto de las cimas colindantes por amplios valles, como los formados por los ríos Morcín y Caudal, o estrechos y abruptos como los que forma el río de Riosa. La altitud del concejo oscila entre los 1710 m (Gamonal) y los 150 m a orillas del río Caudal. La capital del concejo se alza a 160 m sobre el nivel del mar.

### Subsuelo
El subsuelo del concejo está formado principalmente por roca caliza, que es explotada para la producción de arrabio en algunas canteras por su buena calidad. Estas rocas, además de contar con otros minerales, están entrevenadas de rocas plutónicas, lo que hace que sean frecuentes las fuentes medicinales en la zona. Entre las muchas que existen en el concejo caben destacar la de Los Reguerones, la fuente del Vallín, la fuente de la Cuesta... Pero es especialmente importante, por la fama que aún tiene, y la que tuvo en épocas pasadas, el manantial de aguas sulfurosas de Lamarrubia, entre La Piñera y Peñerudes, a orillas del camino carbonero que iba de Riosa a Trubia. Esta peculiar fuente está formada de aguas sulfurosas y carbonatadas, conteniendo: carbonato de hierro, disuelto a beneficio del anhídrido carbónico; sulfato de magnesio en gran cantidad, y sulfato de sodio, además de otros componentes de menor relevancia. Además, posee un abundante caudal de 14 l/s y siempre ha sido recomendada para la curación de determinadas enfermedades.
Pero la principal riqueza del subsuelo morciniego es el carbón. El carbón explotado en el pozo del Monsacro, es la mejor hulla de todas las explotaciones de la empresa Hunosa en la cuenca, lo que justifica que sea este el pozo mejor de Asturias en cuanto al mejoramiento de la extracción. La zona carbonífero que atraviesa Morcín, está conceptuada como la de mejores carbones y mayor reserva de todas las cuencas asturianas; prueba de ellos son los innumerables agujeros o calicatas que se practicaron en todos sus montes y que hoy se ven abandonados por doquier.
Aunque no explotados en la actualidad, el subsuelo del concejo contiene otros minerales. Los filones de hierro son numerosísimos, haciéndose bien patente en el valle de Argame, en los parajes de Peñerudes y Lavares, en Llamarrubia, en La Mostayal y en el Monsacro. También hay minas de cobre y cobalto, algunas explotadas en épocas remotísimas. Cabe destacar un yacimiento de manganeso en Los Tejerones, en el puerto de Peñerudes; y otro de azufre en las proximidades de Fuenteblanca.

### Hidrografía
Los ríos que atraviesan el concejo, naciendo fuera de él, son el Caudal y el Riosa. Sin embargo son las aguas que nacen en el concejo, las que han dado justa fama a Morcín; son multitud de arroyos que nacen en él y que van a engrosar las dos corrientes fluviales más importantes que nacen en el concejo: el Morcín y el Piñera.
El concejo dispone de un embalse, el conocido embalse de los Alfilorios abastecido por el río Barrea. Su construcción se comenzó a finales de los años 1960 y se terminó en el año 1990 para abastecer agua a Oviedo y a otras localidades cercanas.

### Clima
Morcín, por su situación, tiene un clima muy benigno, donde las temperaturas no son nunca extremadas, teniendo una media anual de 12 °C, más o menos y oscilando sus temperaturas extremas entre los 6 u 8 °C en invierno, y los 24 o 25 °C en verano.
Los fuertes vientos son detenidos por las altas cumbres que lo rodean. Las nevadas tan frecuentes en los picos, que permanecen gran parte del año, apenas afectan a los valles, siendo muy raras las nevadas o los fríos muy intensos en las poblaciones de menor altitud. Por el contrario, al estar guarnecida de los vientos, su temperatura suele ser agradable incluso en pleno invierno.

## Flora y fauna
Morcín se compone de un enclave de bosques de robles, hayas, fresnos, tejos, abedules, sauces y especialmente de castaños y manzanos, que son los que parecen disminuir en los últimos años de manera más acusada.
También posee grandes hectáreas de terreno con gran variedad de arbustos, como el acebo, el enebro, el helecho, etc., así como gran cantidad y variedad de hierbas medicinales.
En el concejo se encuentra gran abundancia de animales salvajes, causando algún estrago como el jabalí y el lobo. Se ven con relativa frecuencia zorros, ginetas, garduñas, mofetas, tejones, gatos monteses, ardillas, melandros, cervales, así como otras alimañas.
La caza que más abunda, además de la del jabalí, es la de pluma: perdices, arceas, palomas, toraces; siendo las liebres escasísimas hoy en día en el concejo, en otro tiempo muy abundantes junto a los conejos.

## Historia
Se tienen escasos datos sobre la historia del concejo, encontrándose un número muy reducido de fuentes. Sobre la Prehistoria queda todavía mucho por investigar; los estudios sobre la Edad Antigua están de momento apoyados en los enterramientos encontrados. En cuanto a los datos de la Edad Media son bastante rigurosos, habiéndose encontrado mucha documentación escrita. La Edad Contemporánea va unida a la economía industrial, principalmente a las minas de carbón.

### Prehistoria
Sobre la prehistoria de Morcín aún se poseen muy pocas fuentes ya que las excavaciones de las que se tiene noticia han sido realizadas sin rigor científico. La preocupación por los objetos y restos de edificaciones encontrados en el concejo, de origen prehistórico, comenzaron al mismo tiempo en que esta ciencia empezó a nacer en España, es decir, a finales del siglo XIX.
La presencia humana en tierras de Morcín está documentada desde tiempos paleolíticos: concretamente, útiles musterienses fueron hallados en el pico Castiello y en Peñerudes. En aquellos años ya se habían encontrado algunas cuevas, de entre las que cabe destacar las de Sidrán, Tisones y Bostriz. Se encontraron en ellas diversos utensilios como hachas, cuchillos, puntas de sílex, mazas, puntas de flecha, trozos de asta o huesos triturados, lo que demuestra claramente que estas tierras estuvieron habitadas por el hombre en tiempos prehistóricos. No es posible determinar a cuál de las culturas paleolíticas pertenecieron estas poblaciones humanas, pero los restos encontrados hacen pensar en un asentamiento magdaleniense.

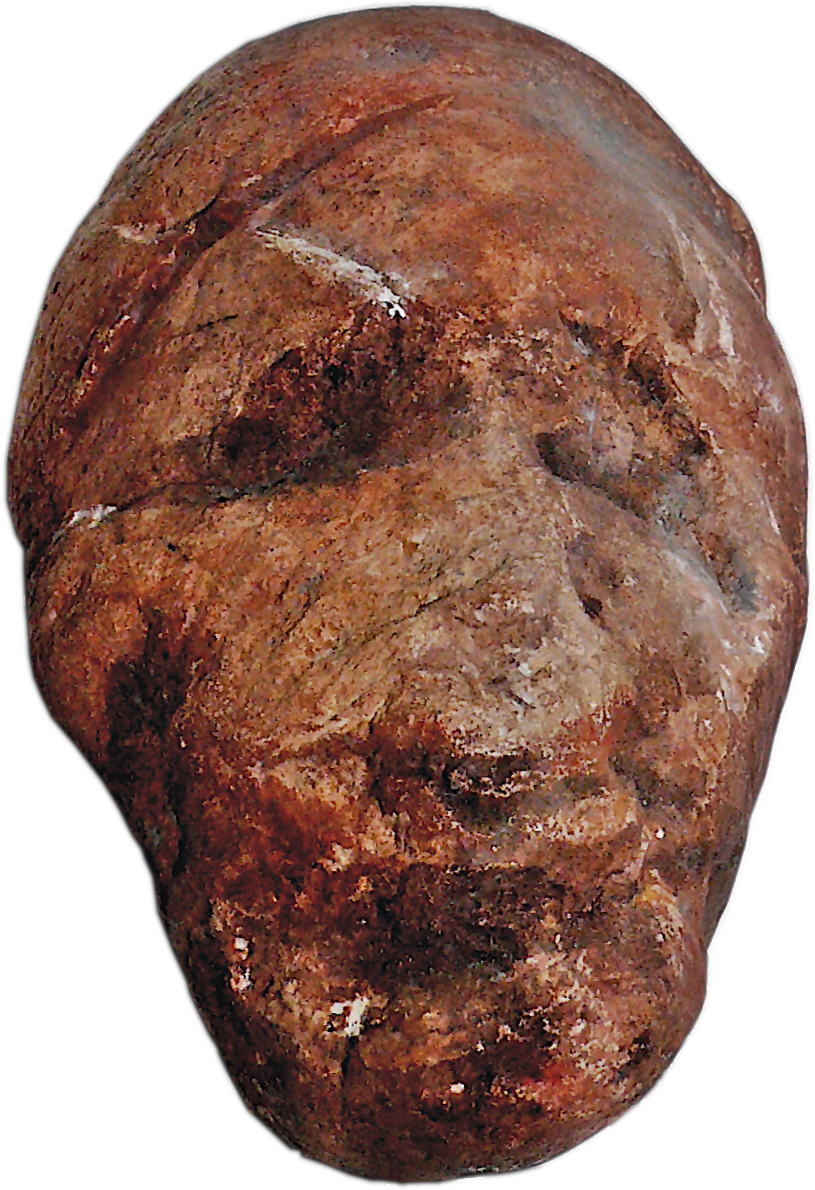
Cabeza paleolítica descubierta en el Abrigo de Entrefoces

También cabe destacar el yacimiento del abrigo de Entrefoces, situado al pie del desfiladero tallado por el río Llamó en la caliza de montaña, en su orilla izquierda, a unos tres metros sobre el nivel actual del río, a la salida del pueblo de La Foz. Excavado en los años 1980, se identificaron varios niveles del Magdaleniense inferior cantábrico. Entre el material recuperado destaca una cabeza humana tallada en un canto de cuarcita, un asta de ciervo decorada y un bloque con grabados lineales.
Durante el periodo que va desde el Neolítico hasta la Edad de Bronce, comenzaron a explotarse las minas del Aramo, dejando así claro que otros pueblos de culturas y épocas diferentes escogieron Morcín como lugar para su asentamiento. El paso o establecimiento de los pépsidos, los lugones y otros, está situado en el concejo durante esta época según varios historiadores. Otros dan testimonio de la llegada a las playas de Asturias de los pépsidos y selenos, de las naves de los mercaderes fenicios en busca de cobre, y tal vez, del oro y la plata de las minas del Aramo. Y otros de la llegada para parecidos fines de los etruscos, aunque no quedan vestigios que puedan dar firmeza a estas aseveraciones. Se establecería durante esta época un castro en el Pico Llera sobre el lugar de Peñanes en la parroquia de San Esteban y Morcín vivió bajo la organización social de los astures prerromanos.
La riqueza minera de Morcín era uno de los puntos de codicia de los romanos, por lo que es de suponer que su empeño fue grande en la conquista de estas tierras, como la posterior romanización lo demuestra. Entre los pobladores que los romanos encontraron al llegar a estas tierras, debe mencionarse a la tribu de los abilicos. La resistencia a esta colonización, no destaca, que se sepa, a ningún pueblo o caudillo de Morcín especialmente, englobándose en la lucha general de los astures. Pero en la posterior romanización de estas tierras hay numerosas manifestaciones.
Son muchas las lápidas datadas de esta época encontradas en el concejo, algunas de las cuales todavía se encuentran en perfecto estado, y otras han desaparecido aún después de haber sido recopiladas.

### Edad Antigua
Son singulares las lápidas de sepulturas cristianas, que parecen confirmar la tradición que dice, que ya en el siglo I de nuestra era, se convirtieron a la nueva fe los habitantes de los alrededores del Monsacro. Según esta tradición, fue el mismo apóstol Santiago el que anunció el cristianismo en estas tierras de paso para Santiago, y que posteriormente fue un ejemplar sacerdote, ordenado por San Segundo, el que culminó la obra del Apóstol. Las lápidas romano-cristianas más notables, estaban colocadas a 4 m de altura en la pared de un lagar inmediato a la casa de los Palacios, en Castandiello y habían sido encontradas en las faldas del Monsacro por José Palacios en el año 1800. Estas lápidas fueron recogidas por el arqueólogo alemán Hübner, que las insertó en la magna obra de la Real Academia de Ciencias de Prusia, Corpus inscriptionum latinarum.

### Edad Media
De la historia de Morcín entre los siglos que transcurrieron desde la caída del Imperio romano hasta la invasión árabe, se tienen pocas noticias, y todas ellas relacionadas con la historia general de Asturias.

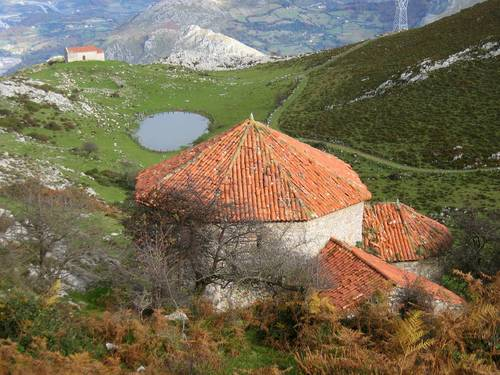
Monte Monsacro y capilla medieval de Santiago. El Arca Santa estuvo un tiempo en el Monsacro antes de llegar a la Cámara Santa de la catedral de Oviedo

Sin embargo da a Morcín la tradición un papel relevante en lo que respecta a la última etapa de la dominación visigoda, invasión árabe y fundamentalmente a los orígenes legendarios de la Reconquista. Según esta tradición, en los últimos años de la monarquía goda vino a establecerse en el centro del territorio, probablemente en Santa Eulalia, un noble godo con toda su familia. Se llamaba Gunderico Argolido, llamado por sus cualidades y buenas obras El Buen Señor. Este noble estaba en la plenitud de su vida y de su fama, cuando llegaron a este rincón las noticias de la invasión árabe. Ante tales noticias, los habitantes de Morcín, decidieron acudir a la llamada del deber de defender a sus hermanos de raza y religión. Según la tradición, los habitantes de Morcín se reunieron bajo la presencia de El Buen Señor y decidieron enviar el mayor contingente de tropas que se pudiera para contener la invasión. Se decidió enviar a la guerra a todos los hombres que antes de salir a la lucha, capitaneados por Ascario el primogénito de El Buen Señor, hicieron el voto de erigir un nuevo templo a Santa Eulalia al pedir su amparo en la campaña de defensa de la fe. Según las Crónicas, Ascario y algunos de sus hombres fueron los pocos que se salvaron en la batalla de Guadalete, junto con el infante don Pelayo, el obispo Urbano y otros combatientes. La mayor parte de los cronistas se limitan a contar que don Pelayo, junto con algunos obispos y sacerdotes, varios caballeros y sus gentes, como Ascario y los suyos, empujados por los ejércitos musulmanes que avanzaban a marchas forzadas, intentaron resistir en Toledo, pero ante el convencimiento de la imposibilidad de detener la victoriosa su marcha, recogieron apresuradamente las reliquias de Jerusalén, los libros bíblicos, vasos sagrados y ornamentos, junto con las obras de los santos Isidoro, Oldefonso y Juliano, y emprendieron marcha hacia las montañas de Asturias, donde podrían resistir mejor.
Sirvieron de guías, conductores y guardas del Arca de las Reliquias, los soldados de Morcín. Tras larga y arriesgada expedición el Arca Santa fue llevada hasta las Cuevas del Monsacro. Confirman las Crónicas el hecho de que efectivamente fuesen los soldados de Morcín los que guiaron las Santas Reliquias al Monsacro. Fue el Monsacro, pues, la primera Cámara Santa que tuvieron las reliquias después de su largo peregrinaje desde Tierra Santa, hasta que el rey Alfonso II el Casto las trasladó a la catedral de Oviedo.
Pasando a los datos históricos concretos, se aprecia que Morcín pasó a ser uno de los primeros territorios con que se formó la monarquía asturiana, siendo de destacar que pasaron, desde muy pronto estos territorios, a ser feudo de los prelados ovetenses. En los documentos del Archivo de la catedral de Oviedo, se encuentran diversas referencias que confirman lo anterior. La primera mención que se hace de los territorios que comprende el actual concejo, está el que Froila, hijo de Alfonso III y la reina Jimena, concede a la Iglesia de Oviedo diversas villas y propiedades: «La villa de Argame es donada a la iglesia del Salvador por Munma Domna, viuda del conde Gundemaro Pinióliz, junto con otras villas y heredades», en documento fechado el 18 de julio del año 1012; donación que es más tarde ratificada el 20 de marzo de 1045.
Las donaciones se van completando cuando en documento fechado el 29 de marzo de 1112, la reina Urraca entrega al arcediano de Oviedo Pedro Annaiaz, cuanto tiene en la villa de Argame y sus alrededores. Se confirma la pertenencia de estos territorios a la Iglesia de Oviedo, cuando en el año 1125, el arcediano de Oviedo Pedro Amaya, quien se cree haber sustituido en el señorío a la comunidad de Santa Eulalia, dona una serie de iglesias del concejo a la Iglesia de Oviedo. El obispo de Oviedo Martín II incluye estas donaciones en el Arcedianato de Oviedo mediante un documento fechado el 17 de abril de 1150.

### Edad Moderna
El concejo de Morcín, exceptuando el coto de Peñerudes, estuvo, desde entonces, bajo el señorío de la Iglesia, hasta la compra del mismo por sus vecinos, en la desamortización de los bienes de la Iglesia en tiempos de Felipe II. Este hecho ocurrió hacia el año 1577, como consta en el pleito mantenido ante la Chancillería de Valladolid, iniciado por los vecinos de Morcín, a cuyo frente se encontraba el ilustrado Gaspar González de Candamo, contra el regidor de Oviedo Luis de Argüelles, dueño por entonces del coto de Peñerudes. Los vecinos de Morcín obtuvieron así su independencia de la Iglesia y establecieron la capital del concejo en la Pola de Castandiello una entidad con categoría de villa en Morcín.
Desde entonces, el concejo tuvo representación el la Junta General del Principado de Asturias. Asimismo también tenía representación en la Junta del coto de Peñerudes, que tuvo vida aparte del resto del concejo, hasta su final incorporación al mismo en el año 1827. La capital del concejo estaba entonces en la Pola de Castandielo (no pasaría a Santa Eulalia hasta 1939) pero el verdadero punto fuerte de la zona era el torreón de Peñerudes, que protegía el acceso al centro de Asturias y, más concretamente, a la capital.
Atravesaba estas tierras el camino real que desde Oviedo pasaba por el Barco de Soto (concejo de Ribera de Arriba) y se dirigía a tierras leonesas. Constituía una ruta alternativa a la principal, el Camino Real de Castilla, que pasaba por Olloniego y Mieres; como en las riadas destruían a menudo los puentes de Olloniego y Santullano, el camino de Morcín se convirtió en muchas ocasiones en la única vía expedita para llegar a Pola de Lena. Discurría el camino por la margen izquierda del río Caudal, atravesando la amplia vega de Argame hasta entrar en el desfiladero de Sidrán y llegar a Santa Eulalia;de Santa Eulalia a La Foz iba por los altos porque no podían superar los escobios de los ríos de esa zona (hoy si lo hacen las carreteras N-630 y AS-231) y remontaba el valle hacia Riosa por donde continua a tierras de Lena.
El Coto de Peñerudes

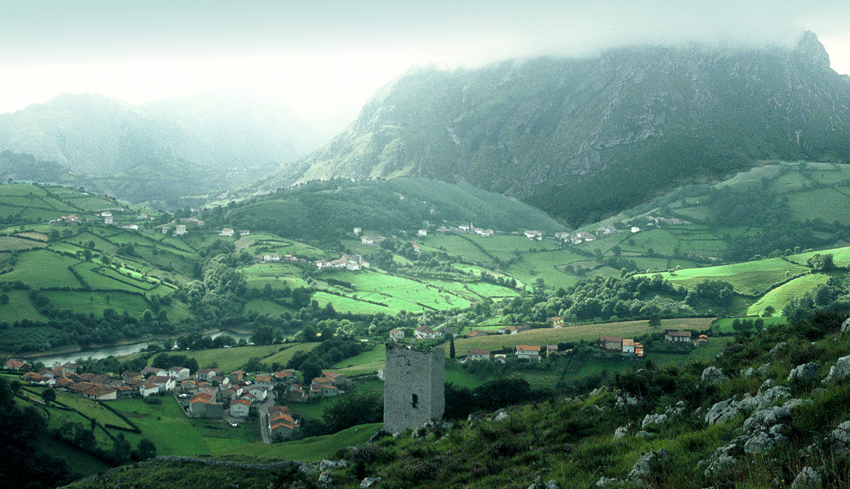
Ubicación actual del antiguo Coto de Peñerudes con el Torreón y el Monsacro al fondo

El Coto de Peñerudes era un pequeño territorio montuoso, propiedad feudal de unos señores. La fortaleza figura en el testamento del obispo Gutierre de Toledo, del año 1387. Hay la referencia de que hasta 1577 estuvo bajo el señorío de los prelados de Oviedo. Gonzalo Rodríguez de Argüelles, Señor de la Casa de Argüelles en Asturias y contador mayor de 1415 a 1420 de una de las notarías territoriales en tiempos de Juan II, compra el Coto en 1427 a su suegro Juan Bernaldo de Quirós —señor de Villoría, Valdecarzana y Peñerudes—, de la Casa de Quirós, por motivo de su casamiento con Juana de Quirós Ramírez de Guzmán. Sin embargo, otras fuentes indican que la compra la efectúo en 1414 por dos mil doblones de oro, y otras indican que se efectuó en 1440 a la Casa de los Quiñones.
A mediados del s. XVII el Coto aún se hallaba en poder de la familia Argüelles. Tenía de perímetro una legua y cuarto y en su mayor parte era tierra inculta. El titular, José Argüelles Quiñones, no solo acumulaba la más extensa hacienda del coto, sino que poseía todos los bienes raíces del mismo; era, por tanto, su señor solariego. Como nota peculiar, los papeles del Archivo General de Simancas, añaden que el poderoso señor contaba con cinco caballos de tráfico para conducir vino proveniente de Castilla con destino a su casa rica.
Con la disolución del régimen señorial en 1827, el Coto de Peñerudes se incorporará definitivamente al concejo de Morcín, adquiriendo este el desarrollo territorial que presenta en la actualidad. Posiblemente el último Señor de Peñerudes habría sido Gaspar Cienfuegos-Jovellanos y Argüelles que fue alcalde de Gijón y caballero de la Orden de Carlos III en 1848, o bien su madre María del Carmen Argüelles Quiñones que habría heredado la torre y el Coto de su padre Antonio María de Argüelles Quiñones.

### Edad Contemporánea
Durante la guerra de la Independencia los hombres y soldados de Morcín tuvieron una actuación destacada. De las 625 familias que contaba el concejo en aquella época, salieron 487 voluntarios que ingresaron en el Ejército Asturiano a las órdenes de Manuel González Candamo, de la Piñera, entonces estudiante de la Universidad de Oviedo, y que posteriormente llegó al grado de coronel. De los 487 solo regresaron 14 voluntarios. Los ancianos y enfermos que se quedaron en el concejo tuvieron a su cargo la defensa del pueblo de Soto de Ribera, durante la campaña, bajo el mando de José González de Candamo.
Durante los años siguientes el concejo tuvo especial significación por la actividad minera comenzando la explotación de las capas de su subsuelo. A mediados del siglo XIX el borde septentrional del municipio pasó a pertenecer a la fábrica de Armas de Trubia. Las explotaciones mineras comenzaron en 1846, con el fin de abastecer de combustible la Fábrica Nacional de Armas de Trubia. El mineral era transportado en carros por el camino que seguía la margen izquierda del río Nalon, y luego, por el cordal de Peñerudes se dirigía a Trubia. Las minas de Morcín se adquirieron en subasta pública, hacia 1914 por la Sociedad Hulleras de Riosa que conectó el carbón morciniego con las principales vías ferroviarias.
La actividad minera y el influjo de la cuenca del Caudal ya habían marcado las ideas del movimiento obrero como demuestra las sucesivas victorias del Partido Socialista Obrero Español y el Frente Popular. La revolución de octubre de 1934 contó con la participación minera del concejo y durante la Guerra Civil estuvo en la zona republicana hasta su caída en 1937. Es en 1939 cuando la capital del concejo se traslada a su actual ubicación Santa Eulalia de Morcín.
La gestión de la Sociedad Hulleras de Riosa se alargó hasta el año 1952, cuando las minas fueron adquiridas por la Empresa Nacional Siderúrgica (ENSIDESA). El pozo principal comenzó a llamarse en esa época el Pozo Montsacro que en el año 1969 pasó a formar parte de la Empresa Nacional de Hulleras del Norte S.A. (HUNOSA). Este cambio conllevó la modernización que las minas morciniegas necesitaban y un periodo de prosperidad para el concejo hasta la actualidad.

## Demografía
Morcín cuenta con una población de 2537 habitantes (INE 2024).
| Gráfica de evolución demográfica de Morcín entre 1842 y 2021                                                        |
| |
| Población de derecho según los censos de población del INE Población de hecho según los censos de población del INE |

El número de habitantes de Morcín apenas ha variado a lo largo de la última centuria. Sin embargo, examinando los censos decenales se aprecian dos claras etapas diferenciadas:
- La primera llega hasta 1960 y es de crecimiento, a pesar de algunas variaciones debido a la emigración y al parón demográfico que se sufrió durante la Guerra Civil.
- La segunda va de 1960 a nuestros días y está significada por el declive poblacional, con pérdidas acusadas desde los 4296 habitantes del censo de 1960, a los tres millares actuales. Las pérdidas no han sido por igual en todas las parroquias, siendo más acentuadas en las más interiores y peor comunicadas como San Sebastián, San Esteban y Peñerudes, pero también significativas en otras mejor situadas como Argame o La Foz.[18] Son debidas a la despoblación general que afecta al medio rural y a la crisis de la minería del carbón, principal freno de la despoblación a lo largo del siglo. La mejor librada es Santa Eulalia, ya que por su proximidad a Oviedo se dan primeras y segundas residencias de personas que trabajan fuera del ámbito municipal, conviriténdose así en un prototipo de ciudad dormitorio.

| Parroquia     | Año 2000 | Año 2000 | Año 2000 | Año 2005 | Año 2005 | Año 2005 | Año 2010 | Año 2010 | Año 2010 | Año 2012 | Año 2012 | Año 2012 |
| Parroquia     | Total    | Varones  | Mujeres  | Total    | Varones  | Mujeres  | Total    | Varones  | Mujeres  | Total    | Varones  | Mujeres  |
| ------------- | -------- | -------- | -------- | -------- | -------- | -------- | -------- | -------- | -------- | -------- | -------- | -------- |
| Argame        | 227      | 112      | 115      | 218      | 107      | 111      | 209      | 101      | 108      | 203      | 97       | 106      |
| Santa Eulalia | 580      | 276      | 304      | 779      | 378      | 401      | 827      | 410      | 417      | 842      | 424      | 418      |
| La Foz        | 1299     | 631      | 668      | 1120     | 548      | 572      | 1011     | 500      | 511      | 976      | 482      | 494      |
| San Sebastián | 172      | 93       | 79       | 178      | 98       | 80       | 171      | 97       | 74       | 158      | 89       | 69       |
| Peñerudes     | 218      | 105      | 113      | 215      | 109      | 106      | 202      | 104      | 98       | 205      | 107      | 98       |
| La Piñera     | 302      | 149      | 153      | 268      | 131      | 137      | 255      | 126      | 129      | 247      | 123      | 124      |
| San Esteban   | 268      | 130      | 138      | 238      | 121      | 117      | 246      | 120      | 126      | 235      | 108      | 127      |

### Movimiento natural de la población y tasas brutas
El concejo, al igual que el resto de la comunidad autónoma, presenta desde 1990 hasta la actualidad un crecimiento vegetativo negativo. Es decir, un mayor número de defunciones que de nacimientos. Las cifras del concejo difieren a las de Asturias. Así, el crecimiento vegetativo de la región en el año 2011 se situó en
una tasa de –4,64 por mil, frente a una tasa de –4,48 por mil registrado en Morcín. Aun así, por tratarse de un concejo pequeño las cifras y tasas pueden fluctuar difiriendo de la media de la comunidad autónoma.
El momento más crítico en Morcín se fecha en 2010, con un valor de –30, el anterior dato crítico fechaba de 1997 siendo el saldo vegetativo –29. El año 2006 se sitúa con una de las tasas más bajas de crecimiento vegetativo negativo.
Morcín se encuentra, al igual que el resto de Asturias, situada a la cabeza de las comunidades autónomas en este apartado, con un elevado número de fallecimientos en los últimos 15 años. Si bien ha disminuido el número de muertes en el último periodo, en este aspecto el concejo presenta una incidencia de muertes superior a la comunidad.
Conviene resaltar que la esperanza de vida sigue aumentando, tanto en Asturias como en Morcín, situándose en 83,8 el número medio de años que se espera que viva una mujer, y en 76,4 en el caso de los hombres, motivo fundamental del gran envejecimiento de la población registrado en el Principado.
Morcín presenta pues una tasa de crecimiento vegetativo negativa, una elevada tasa de defunciones y una baja tasa de natalidad.
| Año  | Nacimientos | Nacimientos | Matrimonios | Matrimonios | Defunciones | Defunciones | Saldo vegetativo | Saldo vegetativo |
| Año  | N.º         | Tasa (‰)    | N.º         | Tasa (‰)    | N.º         | Tasa (‰)    | N.º              | Tasa (‰)         |
| ---- | ----------- | ----------- | ----------- | ----------- | ----------- | ----------- | ---------------- | ---------------- |
| 2001 | 26          | 8,35        | 20          | 6,10        | 38          | 12,36       | -12              | -4,01            |
| 2002 | 16          | 6,79        | 19          | 6,30        | 36          | 11,96       | -20              | -5,17            |
| 2003 | 21          | 5,96        | 14          | 5,32        | 39          | 12,09       | -18              | -6,13            |
| 2004 | 25          | 7,46        | 17          | 5,03        | 43          | 13,29       | -18              | -5,83            |
| 2005 | 27          | 8,62        | 12          | 4,81        | 36          | 13,10       | -9               | -4,48            |
| 2006 | 24          | 8,49        | 9           | 3,49        | 30          | 10,98       | -6               | -2,49            |
| 2007 | 20          | 7,34        | 9           | 3,00        | 35          | 10,85       | -15              | -3,51            |
| 2008 | 21          | 6,92        | 14          | 3,88        | 32          | 11,31       | -11              | -4,39            |
| 2009 | 13          | 5,74        | 9           | 3,88        | 36          | 11,47       | -23              | -5,73            |
| 2010 | 15          | 4,79        | 7           | 2,74        | 45          | 13,87       | -30              | -9,08            |
| 2011 | 15          | 5,23        | 8           | 2,61        | 26          | 12,37       | -11              | -7,14            |

### Movimientos migratorios
Los movimientos migratorios no representan en Morcín un dato poblacional significativo, ya que corresponden a un bajo porcentaje de personas del concejo. Se deduce pues que no es un lugar atrayente para que personas de otros lugares establezcan su residencia, aunque no representa valores tan negativos como en otros municipios asturianos. En los últimos años no se observa un movimiento de marcha de la población, lo que supone un dato esperanzador para la recuperación demográfica de la zona.
| Año  | Migración interna | Migración interna | Migración externa | Migración externa |
| Año  | Inmigraciones     | Emigraciones      | Inmigraciones     | Emigraciones      |
| ---- | ----------------- | ----------------- | ----------------- | ----------------- |
| 2001 | 75                | 87                | 8                 | 23                |
| 2002 | 96                | 94                | 25                | 22                |
| 2003 | 86                | 94                | 33                | 17                |
| 2004 | 62                | 122               | 26                | 21                |
| 2005 | 97                | 106               | 31                | 26                |
| 2006 | 102               | 97                | 19                | 22                |
| 2007 | 87                | 107               | 23                | 24                |
| 2008 | 86                | 101               | 35                | 12                |
| 2009 | 88                | 101               | 22                | 30                |
| 2010 | 73                | 100               | 26                | 23                |
| 2011 | 99                | 91                | 25                | 26                |

## Economía
Históricamente la principal actividad económica era la minería. La distribución del empleo en 1994, según la Sociedad asturiana de estudios económicos e industriales (SADEI), presenta un dominio abrumador del sector secundario (64,73 %) frente al primario (21,18 %) y el terciario (14,09 %), aunque se contabilizan en Morcín todos los empleos del pozo Monsacro de Hunosa que, situado en el límite con Riosa, capta a sus trabajadores en ambos concejos. Al repartir el empleo minero, único significativo dentro del secundario, se obtiene una imagen más equilibrada.
En el 2011 la distribución ha diferido siendo abrumador el sector terciario con un 52,53 %, mientras que el sector primario ha quedado relegado a un 5,97 % y el sector secundario a un 41,50 % (Industria 22,66 % y construcción 18,84 %). La minería ha pasado a ser relevante en el concejo significando un 2,30 % del empleo del concejo.

### Agricultura
Debido a factores morfológicos y climatológicos predominan en el concejo los pastizales, con una superficie aproximada de 2330 ha, teniendo fama por su excelente calidad los pastizales de Paluciano, Las Bozas, Alguera y Cantos, además de los pastos de la montaña de La Mostayal, La Magdalena y todas las laderas del Aramo que son aprovechados a partir de la primavera.

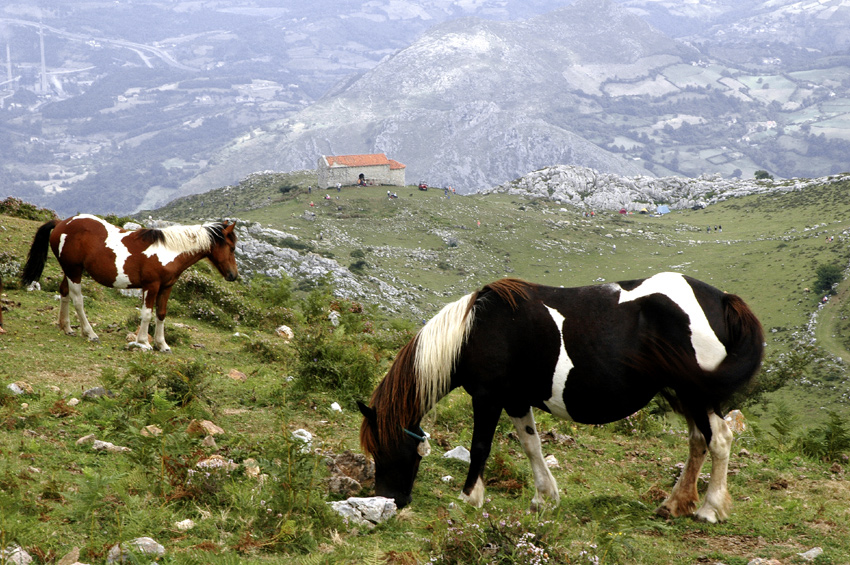
Caballos en la cumbre del Monte Monsacro

La superficie dedicada a labor es de 240 ha, cultivándose principalmente maíz, pero teniendo importancia la producción de habas, legumbres y frutas (destacan las cerezas de La Vega, los higos de Argame, las fresas de Otura y las manzanas de la Piñera), habiendo perdido mucho el cultivo de la famosa escanda de Morcín.
La superficie dedicada al cultivo forestal es la segunda en extensión en el concejo, después de la dedicada al pasto, ocupando un total de 1662 ha. El resto de superficie se distribuye entre 35 ha de zona urbana y unas 633 ha a terreno improductivo.

### Ganadería
En cuanto a ganadería, el primer lugar lo ocupa, por su número, el ganado de corral, con unas 4500, aunque no cabe duda de que la especie más importante cualitativa y económicamente es la de vacuno, con unas 1700 cabezas, siguiéndole en importancia el equino con unas 250 cabezas, junto con el mular y el asnal con unas 180 cabezas.
El ganado lanar y cabrío ha perdido la importancia que tuvo en otras épocas, existiendo en la actualidad unas 350 cabezas.
En lo que respecta al ganado porcino, la mayor parte se trae de los mercados provinciales para su explotación en el régimen familiar, sacrificándose al año unas 800 cabezas, pese a que esta actividad está en declive desde el año 2000. El concejo de Morcín, comprometido con la recuperación de la raza autóctona de Gochu Asturcelta cuenta alguna explotación de esta raza.
La raza más extendida del ganado vacuno es la Asturiana de los valles, hallándose en período de intensificación la Parda alpina y la Frisona, y existiendo un número de la Asturiana de las montañas. Este ganado suministra carne y leche de excelente calidad. El mayor número de cabezas lo ocupan las reses dedicadas a la explotación mixta de carne, leche y trabajo.
Por lo que respecta al ganado equino, existen dos paradas de sementales, de raza selecta, dedicadas a la cría de ganado para la explotación y venta de carne, que es vendida casi en su totalidad en los mercados provinciales.
Fuera de las especies de ganado vacuno y equino, las otras tienen escasa importancia por lo que respecta a su producción y explotación; y aún aquellas, han perdido su importancia como consecuencia de la falta de brazos, ya que casi la totalidad de la población activa está empleada en el sector servicios y, durante los años 70 hasta finales de los 90, en la minería.

### Industria
Destaca principalmente la existencia del Pozo Monsacro desde el año 1846 y del Polígono Industrial de Argame:
Pozo Montsacro

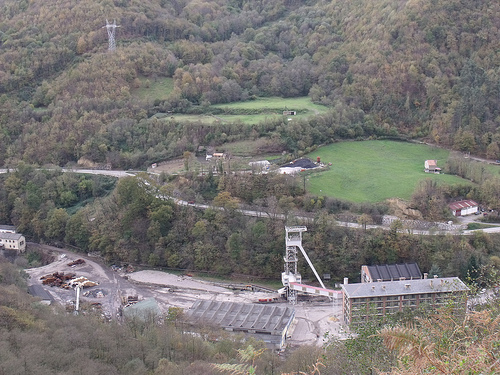
Instalaciones del Pozo Montsacro en la parroquia de La Foz, cercana ya al concejo de Riosa

El Pozo Montsacro, localizado en La Foz, fue la explotación minera más importante de Morcín. Su plantilla de trabajadores se nutría, básicamente, de gentes afincadas en Riosa y Morcín. En los últimos años el carbón se sacó al exterior por el túnel de Sueros, mediante una cinta transportadora, hasta el lavadero de El Batán (Mieres).
Los orígenes de las explotaciones mineras en el concejo datan del año 1846, con el fin de abastecer a la Fábrica Nacional de Armas de Trubia. Más tarde, habiéndose habilitado otras fuentes de abastecimiento para la Fábrica de Armas, la explotación pasó a ser desarrollada por distintas sociedades particulares con resultado diverso según las épocas, dependiendo siempre de las fluctuaciones en el mercado del carbón.
En 1914, la Sociedad Hulleras de Riosa adquirió las minas en subasta pública, aumentando así la producción y facilitando con obras importantes para el concejo, la salida de carbón, hacia las vías principales de ferrocarril en el centro de la provincia. La gestión de esta Sociedad continuó hasta el año 1952, año en el que las explotaciones fueron adquiridas totalmente por la Empresa Nacional Siderúrgica (ENSIDESA). Fue esta empresa la que profundizó las explotaciones, creando el pozo principal, con la denominación de Pozo Montsacro. Más tarde el pozo se incorporó en el activo de la Empresa Nacional Hulleras del Norte S.A (HUNOSA), consiguiendo una modernización del pozo y un aumento en su producción.
HUNOSA estuvo fuertemente ligada a la economía de Morcín, pero desde las últimas décadas del siglo XX se demostró su inviabilidad industrial y empresarial, entrando en un proceso de progresiva reducción de la producción y del empleo, mediante sucesivos planes de reestructuración. A partir del año 2014 HUNOSA fue perdiendo toda importancia en la economía; no solo en la española sino en la asturiana.
El Pozo Montsacro cerró sus puertas el 31 de diciembre de 2014.
Parque Empresarial de Argame
El Parque Empresarial de Argame, cuya construcción comenzó a mediados del año 2006, es uno de los polígonos más jóvenes de Asturias. Tiene una superficie de 302 855 m² distribuidos en 98 parcelas de diferentes tamaños. A finales del año 2008 el polígono comienzo su actividad empresarial.

### Hostelería
Morcín con una amplia red hostelera. La mayoría de las empresas del concejo son de carácter familiar. Cuenta con una pequeña red hotelera dedicada principalmente al turismo rural. Además cuenta con gran cantidad de bares y restaurantes especializados en comida tradicional asturiana, destacando los bares de la zona de Peñerudes, Santolaya, Argame y La Foz.

### Turismo rural
En el concejo también se pone en práctica el turismo rural que generalmente está basado en la recuperación de inmuebles históricos o de alguna relevancia arquitectónica. Por ello el concejo cuenta con una gran variedad de ofertas hoteleras principalmente de tipo turismo rural.

## Comunicaciones

### Carreteras
El concejo dispone de una completa red de carreteras que se organiza a tres niveles (nacional, autonómico y municipal), a la que se une un buen número de pistas asfaltadas que permiten el acceso a todos los núcleos de población.
La vía principal es la carretera nacional N-630 que permite la comunicación con Oviedo y Gijón, con el área de Mieres y Lena y con la meseta. Presenta un buen estado de firme y cuenta con anchos arcenes. Fue una carretera muy transitada hasta los años 1990, cuando se inauguró el tramo de la autovía A-66 desde Oviedo a Campomanes, pero en la actualidad acoge fundamentalmente tráfico local.
De rango comarcal es la carretera AS-231 (de Peñamiel a Lena por Riosa) que es la que canaliza las comunicaciones entre la N-630 y la localidad de La Foz. Tanto el estado del firme como el trazado son satisfactorios para el tráfico que soporta. Los tramos más peligrosos coinciden con las travesías de los diferentes núcleos de población (Las Mazas, La Puente, La Foz).
Las carreteras locales de 2.º orden son la MO-1 (de Santa Eulalia a Busloñe), la MO-2 (de Malpica a Peñerudes y La Carrera), la MO-3 (de Las Mazas a El Reguero), la MO-4 (de La Foz a Los Llanos) y la MO-5 (de Soto de Ribera a La Rebollada, pasando por Peñerudes). El estado general del firme es bueno, aunque en algunos puntos el trazado resulta excesivamente estrecho y sinuoso. El tramo más crítico es el que recorre la MO-1 entre Santa Eulalia y Las Vegas de San Esteban, ya que soporta un gran volumen de tráfico, discurre por una zona donde la edificación es casi continua y presenta algunas curvas muy estrechas y cerradas.
| Tipo               | Identificador | Denominación                          | Itinerario |
| ------------------ | ------------- | ------------------------------------- | --- |
| Nacional           | N-630         | Gijón - Puerto de Sevilla             | Gijón - Oviedo - Morcín - Mieres - Puerto de Pajares - León - Zamora - Salamanca - Plasencia - Mérida - Sevilla                   |
| Comarcal           | AS-231        | Peñamiel - Pola de Lena, por Riosa    | Peñamiel - La Foz - La Vega - Pola de Lena                                                                                        |
| Local de 2.º Orden | MO-1          | Santa Eulalia - Busloñe               | Santa Eulalia - Malpica - La Roza - La Cuesta - Las Vegas de Cardeo - Cardeo - La Enseca - El Pumar - Busloñe                     |
| Local de 2.º Orden | MO-2          | Santa Eulalia - El Campo y La Carrera | Malpica - Castandiello - Villar - La Roza - El Cogollo: a) El Ablanedo - El Río - La Gantal - Campo - Peñerudes / b) - La Carrera |
| Local de 2.º Orden | MO-3          | Santa Eulalia - La Foz                | Las Mazas - La Collada - La Llorera - El Reguero                                                                                  |
| Local de 2.º Orden | MO-4          | Carretera de Otura                    | Lugar de Arriba - Otura - Los Llanos                                                                                              |
| Local de 2.º Orden | MO-5          | Argame - Pedroveya                    | Argame - La Carrera - Barrea - Campo - El Palacio - La Cotina - El Artroxu - Pedroveya (Quirós)                                   |

### Transporte público
El transporte público por carretera es atendido por la empresa Pulmans Llaneza S. L., con sede en Mieres. Las líneas que atienden las necesidades de la población del concejo son las siguientes:
- Riosa - Oviedo - Riosa: presta servicio directo a las localidades de La Foz, La Puente, Las Mazas, Santa Eulalia-Parteayer y Argame, así como a las inmediaciones de las canteras de Peñamiel.
- Riosa - Mieres - Riosa: discurre por el valle de La Foz.
- Riosa - Pola de Lena - Riosa: también por el valle de La Foz.
- Peñerudes y Cardeo también cuentan con servicios de transporte público en autobús: desde las respectivas localidades se llega a Santa Eulalia para enlazar con la línea Riosa-Oviedo-Riosa.

El primer trayecto beneficia a todas las localidades próximas a la carretera MO-2 (parroquias de La Piñera y Peñerudes, fundamentalmente); y el segundo, a los pueblos cercanos a la MO-1 hasta Cardeo. También el autobús urbano de Mieres realiza algún servicio hasta Santa Eulalia.
| Concejo           | Capital           | km  | Concejo      | Capital       | km | Concejo          | Capital        | km  |
| ----------------- | ----------------- | --- | ------------ | ------------- | -- | ---------------- | -------------- | --- |
| Avilés            | Avilés            | 44  | Nava         | Nava          | 41 | Valdés           | Luarca         | 115 |
| Cangas del Narcea | Cangas del Narcea | 116 | Oviedo       | Oviedo        | 11 | Navia            | Navia          | 134 |
| Cangas de Onís    | Cangas de Onís    | 88  | Piloña       | Infiesto      | 55 | Proaza           | Proaza         | 35  |
| Carreño           | Candás            | 58  | Pravia       | Pravia        | 57 | Ribera de Arriba | Soto de Ribera | 5   |
| Cudillero         | Cudillero         | 65  | Quirós       | Bárzana       | 56 | Sariego          | La Vega        | 37  |
| Gijón             | Gijón             | 41  | Ribadesella  | Ribadesella   | 94 | Tineo            | Tineo          | 83  |
| Lena              | Pola de Lena      | 28  | Siero        | Pola de Siero | 26 | Llanes           | Llanes         | 119 |
| Mieres            | Mieres            | 17  | Villaviciosa | Villaviciosa  | 53 | Gozón            | Luanco         | 41  |

No existe estación de autobuses en ningún núcleo del concejo.
El transporte por ferrocarril utiliza la vía de ancho métrico de la línea Trubia-Collanzo, que permite los desplazamientos hacia Oviedo (con trasbordo en Trubia), Mieres, concejo de Aller y valle alto del Caudal (previo trasbordo en Mieres).
Durante varias décadas, el concejo fue paso obligado en los desplazamientos por carretera hacia la Meseta. En los años noventa se produjo el desplazamiento de los tráficos de larga distancia hacia la nueva autovía (tramo Oviedo-Campomanes de la A-66), con lo que la carretera N-630 quedó restringida mayormente al tráfico local.

### Parque de vehículos
| Tipo                   | Número |
| ---------------------- | ------ |
| Motocicletas           | 155    |
| Turismos               | 1539   |
| Furgonetas y camiones  | 362    |
| Autobuses              | 4      |
| Tractores industriales | 24     |
| Otros vehículos        | 8      |
| Total                  | 2172   |

## Administración y política

### Gobierno municipal
Durante las primeras elecciones democráticas UCD se impuso en el concejo, pero poco duró ya que los partidos con tendencia de izquierda se hicieron con el concejo hasta nuestros días. El PSOE gobernó también durante los primeros años de la democracia. A partir de las elecciones de 1995 comenzó la alcaldía de Juan Manuel Rionda Mier por la IU hasta las elecciones municipales de 2003, en las que, pese al triunfo del PP y el gobierno de menos de dos meses de Eduardo Murias Siñeriz, la alianza PSOE-IU se hizo con la alcaldía en la persona de Juan Álvarez Barbao.
En las elecciones municipales de 2007 el PSOE se impuso de nuevo por escasos 30 votos con respecto al PP, los tres escaños que tenía IU en las elecciones de 2003 pasaron a un escaño, mientras que el PSOE y el PP obtuvieron 5 cada uno. Joaquín Uría San José, candidato a la alcaldía por IU, achaca el bajón del partido en el concejo al pacto que se llevó a cabo durante la alcaldía 2003-2007.
En los siguientes gráficos podemos observar el cambio político que se produce en el concejo a partir de 1995. A grandes rasgos se puede ver como IU pierde afluencia mientras que el PP y el PSOE, comienzan a abrirse camino en el concejo.
En 2015, IU recupera dos escaños, consiguiendo cuatro y empatado con el PSOE. Foro Asturias, por su parte desaparece del consistorio, en el que surge por primera vez Somos Morcín, marca local de Podemos. AMI y el PP mantienen su concejal.
| Periodo   | Nombre                      | Partido | Partido                                    |
| --------- | --------------------------- | ------- | ------------------------------------------ |
| 1979-1987 | Laudelino García Suárez     |         | Federación Socialista Asturiana (FSA-PSOE) |
| 1987-1989 | Joaquín Uría San José       |         | Izquierda Unida (IU)                       |
| 1989-2003 | Juan Manuel Rionda Mier     |         | Izquierda Unida (IU)                       |
| 2003-2004 | José Eduardo Murias Siñeriz |         | Partido Popular (PP)                       |
| 2004-2017 | Jesús Álvarez Barbao        |         | Federación Socialista Asturiana (FSA-PSOE) |
| 2017-act. | Maximino García Suárez      |         | Izquierda Unida (IU)                       |

| Partido político    | Partido político                                                                                | 1979   | 1983   | 1987   | 1991   | 1995   | 1999   | 2003   | 2007   | 2011   | 2015   | 2019   | 2023   |
| Partido político    | Partido político                                                                                | Ediles | Ediles | Ediles | Ediles | Ediles | Ediles | Ediles | Ediles | Ediles | Ediles | Ediles | Ediles |
|                     | Federación Socialista Asturiana (FSA-PSOE)                                                      | 4      | 7      | 4      | 4      | 3      | 4      | 4      | 5      | 5      | 4      | 3      | 3      |
|                     | Partido Comunista de España (PCE)-Izquierda Unida (IU)-Bloque por Asturies (BA)-Los Verdes (LV) | 3      | 1      | 4      | 5      | 6      | 4      | 3      | 1      | 2      | 4      | 7      | 6      |
|                     | Foro Asturias (FAC)                                                                             | —      | —      | —      | —      | —      | —      | —      | —      | 2      | —      | —      | —      |
|                     | Alianza Popular (AP)-Partido Popular (PP)                                                       | —      | 3      | 0      | 1      | 2      | 3      | 4      | 5      | 1      | 1      | 1      | 1      |
|                     | Agrupación Morciniega Independiente (AMI)                                                       | —      | —      | —      | —      | —      | —      | —      | 0      | 1      | 1      | —      | —      |
|                     | Somos                                                                                           | —      | —      | —      | —      | —      | —      | —      | —      | —      | 1      | 0      | —      |
|                     | Unión de Centro Democrático (UCD)-Centro Democrático y Social (CDS)                             | 4      | —      | 3      | 1      | —      | —      | —      | —      | —      | —      | —      | —      |
|                     | Faciendo Morcín                                                                                 | —      | —      | —      | —      | —      | —      | —      | —      | —      | —      | —      | 1      |
| Total de concejales | Total de concejales                                                                             | 11     | 11     | 11     | 11     | 11     | 11     | 11     | 11     | 11     | 11     | 11     | 11     |

### Organización territorial
El concejo de Morcín se divide en siete parroquias (con el santo patrón) que son:

Situación de las parroquias en el mapa del concejo

| Parroquia (Santo patrón)                | Nombre                   | Nombre asturiano                      | Entidad | Distancia de la capital (km) | Altitud (m s. n. m.) |
| --------------------------------------- | ------------------------ | ------------------------------------- | ------- | ---------------------------- | -------------------- |
| Argame (San Miguel)                     | Argame                   | Argame                                | Lugar   | 2.50                         | 138                  |
| Argame (San Miguel)                     | La Carrera               | La Carrera                            | Casería | 5.00                         | 400                  |
| Argame (San Miguel)                     | La Rectoría              | La Retoría                            | Aldea   | 5.00                         | 140                  |
| Santa Eulalia de Morcín (Santa Eulalia) | Las Bolías               | Les Bolíes                            | Aldea   | 0.80                         | 160                  |
| Santa Eulalia de Morcín (Santa Eulalia) | El Brañueto              | El Brañuitu                           | Aldea   | 2.00                         | 300                  |
| Santa Eulalia de Morcín (Santa Eulalia) | Calvín                   | Calvín                                | Aldea   | 0.50                         | 300                  |
| Santa Eulalia de Morcín (Santa Eulalia) | Figares                  | Figares                               | Aldea   | 2.00                         | 400                  |
| Santa Eulalia de Morcín (Santa Eulalia) | La Llorera               | La Llorera                            | Casería | 1.80                         | 330                  |
| Santa Eulalia de Morcín (Santa Eulalia) | Malpica                  | Maplica                               | Aldea   | 2.00                         | 400                  |
| Santa Eulalia de Morcín (Santa Eulalia) | Molino de Figares        | El Molín de Figares                   | Casería | 3.10                         | 175                  |
| Santa Eulalia de Morcín (Santa Eulalia) | Parteayer                | La Parteyera / Parteayer              | Aldea   | 1.00                         | 160                  |
| Santa Eulalia de Morcín (Santa Eulalia) | Santa Eulalia (capital)  | Santolaya (capital)                   | Lugar   | 0.00                         | 160                  |
| Santa Eulalia de Morcín (Santa Eulalia) | Las Vallinas             | Les Vallines                          | Aldea   | 0.40                         | 260                  |
| La Foz (San Antonio Abad)               | La Collada               | La Collá                              | Aldea   | 4.00                         | 400                  |
| La Foz (San Antonio Abad)               | La Figar                 | La Figar                              | Casería | 4.00                         | 420                  |
| La Foz (San Antonio Abad)               | Comuñes                  | Comuñes                               | Casería | 9.00                         | 540                  |
| La Foz (San Antonio Abad)               | Los Llanos               | Los Yanos                             | Aldea   | 10.00                        | 580                  |
| La Foz (San Antonio Abad)               | Lugar de Abajo           | Llugar de Baxo                        | Lugar   | 6.00                         | 260                  |
| La Foz (San Antonio Abad)               | Lugar de Arriba          | Llugar de Riba                        | Lugar   | 7.20                         | 300                  |
| La Foz (San Antonio Abad)               | Las Mazas                | Les Maces                             | Lugar   | 4.20                         | 280                  |
| La Foz (San Antonio Abad)               | Otura                    | Otura                                 | Aldea   | 9.00                         | 540                  |
| La Foz (San Antonio Abad)               | Panizales                | Panizales                             | Casería | 5.00                         | 270                  |
| La Foz (San Antonio Abad)               | Porrimán                 | Porrimán                              | Aldea   | 4.00                         | 400                  |
| La Foz (San Antonio Abad)               | El Pradiquín             | El Praiquín                           | Aldea   | 5.00                         | 320                  |
| La Foz (San Antonio Abad)               | La Puente                | La Puente                             | Aldea   | 9.00                         | 540                  |
| La Foz (San Antonio Abad)               | Los Turulledos           | Los Turulleos                         | Casería | 3.80                         | 400                  |
| Peñerudes (San Pedro)                   | El Artroxu               | L'Artrusu                             | Aldea   | 8.00                         | 580                  |
| Peñerudes (San Pedro)                   | Barrea                   | Barrea                                | Aldea   | 5.00                         | 420                  |
| Peñerudes (San Pedro)                   | La Boza                  | La Boza                               | Aldea   | 5.05                         | 530                  |
| Peñerudes (San Pedro)                   | Campo                    | Campo                                 | Lugar   | 5.00                         | 543                  |
| Peñerudes (San Pedro)                   | La Cotina                | La Cotina                             | Lugar   | 6.00                         | 340                  |
| Peñerudes (San Pedro)                   | La Gantal                | La Gantal                             | Aldea   | 5.20                         | 440                  |
| Peñerudes (San Pedro)                   | El Palacio               | El Palacio                            | Aldea   | 6.00                         | 180                  |
| Peñerudes (San Pedro)                   | Requejo                  | Requexo                               | Casería | 5.40                         | 460                  |
| La Piñera (San Juan)                    | El Ablanedo              | L'Ablaneu                             | Lugar   | 4.50                         | 460                  |
| La Piñera (San Juan)                    | Afilorio de Abajo        | L'Alfiluriu Baxo                      | Aldea   | 4.00                         | 500                  |
| La Piñera (San Juan)                    | Afilorio de Arriba       | L'Alfiluriu Riba                      | Aldea   | 4.00                         | 480                  |
| La Piñera (San Juan)                    | Afilorio del Medio       | L'Alfiluriu Medio                     | Aldea   | 4.00                         | 500                  |
| La Piñera (San Juan)                    | El Cogollo               | El Cogollo                            | Aldea   | 4.00                         | 460                  |
| La Piñera (San Juan)                    | Las Cortes               | Les Cortes                            | Lugar   | 4.70                         | 450                  |
| La Piñera (San Juan)                    | La Cuesta                | La Cuesta                             | Aldea   | 3.50                         | 300                  |
| La Piñera (San Juan)                    | Los Duernos              | Los Duernos                           | Aldea   | 5.00                         | 500                  |
| La Piñera (San Juan)                    | Los González             | Los González                          | Aldea   | 4.00                         | 460                  |
| La Piñera (San Juan)                    | Lavandera                | Llavandera                            | Aldea   | 4.00                         | 470                  |
| La Piñera (San Juan)                    | El Río                   | El Río                                | Lugar   | 5.00                         | 450                  |
| La Piñera (San Juan)                    | San Juan                 | San Xuan                              | Aldea   | 6.50                         | 543                  |
| La Piñera (San Juan)                    | El Vallín                | El Vallín                             | Lugar   | 4.00                         | 300                  |
| La Piñera (San Juan)                    | Las Vegas de Cardeo      | Treslesvegues / Las Vegas de Cardeo   | Lugar   | 3.50                         | 380                  |
| San Esteban (San Esteban)               | Castandiello             | Castandiello                          | Villa   | 2.50                         | 355                  |
| San Esteban (San Esteban)               | Peñanes                  | Penanes                               | Lugar   | 3.00                         | 507                  |
| San Esteban (San Esteban)               | La Roza                  | La Roza                               | Lugar   | 2.50                         | 280                  |
| San Esteban (San Esteban)               | Las Vegas de San Esteban | Les Vegues / Las Vegas de San Esteban | Lugar   | 2.00                         | 170                  |
| San Esteban (San Esteban)               | Villar                   | Villar                                | Aldea   | 2.70                         | 298                  |
| San Sebastián (San Sebastián)           | Busloñe                  | Busloñe                               | Lugar   | 6.00                         | 515                  |
| San Sebastián (San Sebastián)           | La Caleya                | La Caleya                             | Aldea   | 6.00                         | 360                  |
| San Sebastián (San Sebastián)           | La Carbayosa             | La Carbayosa                          | Aldea   | 8.70                         | 598                  |
| San Sebastián (San Sebastián)           | Cardeo                   | Cardeo                                | Aldea   | 3.50                         | 400                  |
| San Sebastián (San Sebastián)           | La Enseca                | La Enseca                             | Aldea   | 4.00                         | 300                  |
| San Sebastián (San Sebastián)           | La Melandrera            | La Melandrera                         | Aldea   | 5.50                         | 420                  |
| San Sebastián (San Sebastián)           | Mellampo                 | Mellampo                              | Casería | 4.00                         | 560                  |
| San Sebastián (San Sebastián)           | Molino de la Puente      | El Molín de la Ponte                  | Lugar   | 5.00                         | 300                  |
| San Sebastián (San Sebastián)           | El Pereo                 | El Pereo                              | Casería | 4.50                         | 350                  |
| San Sebastián (San Sebastián)           | El Pumar                 | El Pumar                              | Aldea   | 7.00                         | 590                  |
| San Sebastián (San Sebastián)           | La Vara                  | La Vara                               | Aldea   | 7.00                         | 540                  |

En cuanto a la administración de Justicia, Morcín, depende del partido judicial de Mieres.
Eclesiásticamente, todas las parroquias del concejo pertenecen a la zona de Morcín. Esta zona está incluida en el Arciprestazgo de El Caudal, de la Vicaría del Sur.

## Servicios

### Sanidad
El concejo cuenta con un sistema de sanidad suficiente. Cuenta con un centro de salud en Santa Eulalia y un consultorio en La Foz. Los centros cuentan con consultas de medicina general, consultas de pediatría, consultas de enfermería y un servicio de Atención Continuada mediante una serie de guardias.
Además los centros cuentan con programas de vacunación, obesidad, hipertensión, extracción de sangre, planificación familiar, dentista, espirometrías, etc., entre otros.
Desde octubre de 2009, aprovechando las instalaciones del antiguo centro de salud, entró en funcionamiento el Centro Rural de Apoyo Diurno. Está dirigido a personas mayores en situación de dependencia y vulnerabilidad, que cuenten con un apoyo social suficiente para permitir su permanencia en el medio habitual.
Morcín se encuentra cercano a los hospitales de la capital del Principado con una mayor cobertura para diferentes enfermedades. Encontramos también dos farmacias estando una en Santa Eulalia y otra en La Foz.

### Educación
En el concejo existe el Colegio Público de Horacio Fernández Inguanzo y, desde el año 2012, la escuela municipal para niños de 0 a 3 años, situada en Santa Eulalia de Morcín. El Colegio Primario de "Las Mazas" y el Colegio de Primaria de Argame fueron cerrados. También, gracias a la acción del ayuntamiento, cuenta con un amplio abanico de actividades y talleres para la población, muchos de ellos con carácter didáctico.
Además cuenta en La Foz con un telecentro de la Red de Telecentros de Asturias para enseñar a la población el uso de Internet y las nuevas tecnologías relacionadas con el ordenador y con una biblioteca municipal en Santa Eulalia.

## Patrimonio
El concejo de Morcín tiene gran cantidad de Bienes incluidos en el Inventario de Patrimonio Arquitectónico de Asturias (IPAA), que se detallan a continuación ordenados según a la parroquia que pertenecen:
- Argame:

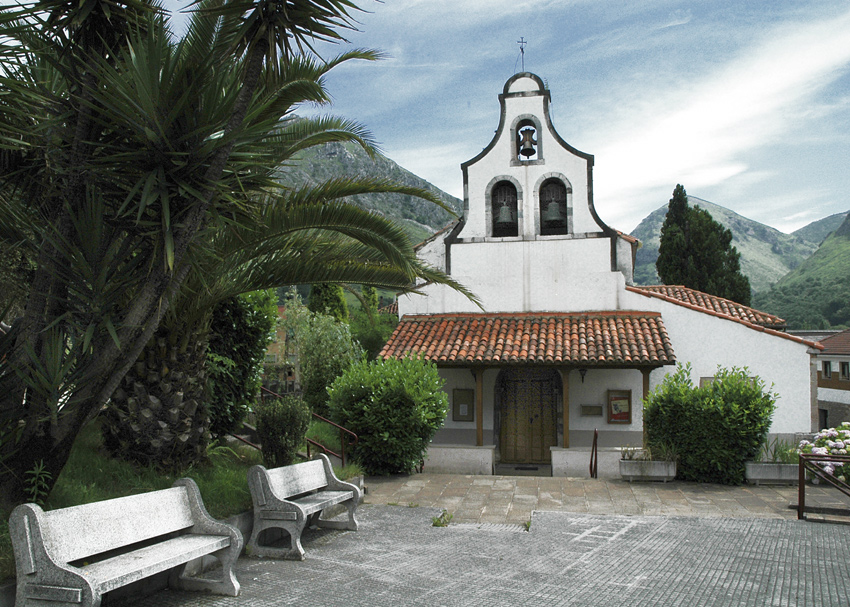
Iglesia parroquial de Santa Eulalia de Morcín de origen prerrománico

  - Iglesia de San Miguel. Iglesia de planta rectangular con cabecera cuadrada y pórtico añadido al oeste. Está construido con un aparejo de piedra irregular que actualmente se muestra al descubierto, empléandose los sillares en contrafuertes, vanos y ángulos de los muros. El imafronte presenta una puerta de arco de medio punto, similar, salvo por las mayores proporciones, a la que permite el acceso desde la fachada meridional. Los muros laterales presentan ventanas distribuidas en los paños que originan los cuatro contrafuertes. La fachada principal, con un óculo sobre el pórtico, se corona con una espadaña de doble vano. La capilla cuadrada se acusa al exterior con menor altura que la nave, según Bellmunt y Canella data del siglo XVI y fue durante cierto tiempo capilla de los señores de Miranda.
  - Molino de Aladino Menéndez.
  - Palacio de los Moutas. Casona de planta rectanguar y cubierta a cuatro vertientes. Está construida con mampostería que aparece enlucida. En esquinas y vanos se emplean sillares de buena factura. Predominan los vanos adintelados cuadrados y rectangulares. La fachada oriental está corrida por un corredor en la planta alta sobre porche con columnas. Tiene un escudo en lienzo meridional. Pertenece al palacio la capilla contigua a su fachada meridional, de planta cuadrada con gran arco semicircular de entrada, espadaña de vano sencillo y construida con aparejo similar al de la casa.
- La Foz:
  - Iglesia parroquial de San Antonio Abad. Esta iglesia es de 1940. Sigue un estilo historicista de inspiración románica. Presenta planta de cruz latina, con cabecera poligonal rodeada por dependencias laterales. Se trata de un edificio macizo, construido con buenos sillares irregulares. Las fachadas occidental y meridional están rodeadas por un gran pórtico al que se accede a través de un arco de varias roscas. La puerta principal se abre al oeste; es de arco de medio punto de dos arquivoltas dispuestas sobre columnas. En el lienzo meridional la puerta es adintelada.
  - Capilla de San José en La Puente.
- Peñerudes:
  - Iglesia parroquial de San Pedro en La Cotina. El templo data del siglo XIX.[35] Es de planta rectagunlar con cabecera cuadrada. En ella se une la tipología rural y popular con algunos elementos historicistas, como las ventanas trilobuladas y apuntadas. La puerta es adintelada y carece de toda ornamentación. Está construida totalmente con piedra que actualmente aparece descubierta. La fachada occidental se remata con una espadaña de doble vano.
  - Torreón medieval.
- La Piñera:
  - Capilla de Santa Cecilia de El Vallín. De carácter popular y pequeñas dimensiones, presenta una planta única rectangular y capilla cuadrada unida a la anterior sin destacar en planta. En la fachada occidental existe la única puerta de acceso con remate de arco rebajado. Se corona este muro con una espadaña sencilla en un solo vano. El aparejo es de mampostería, excepto la puerta, construida con sillares más regulares. Está dedicada a Santa Cecilia y parece datar del siglo XVI.
  - La Iglesia parroquial de San Juan.
- San Sebastián:
  - Ermita del Cristo de La Carbayosa.
  - La Iglesia parroquial de San Sebastián. Construida en el siglo XVI, se reedifica en 1943. Su tipología es común a gran parte de las iglesias rurales asturianas: planta rectangular y cabecera cuadrada que destaca en altura por encima de la nave. La fachada occidental, realizada con buenos sillares, aparece articulada en tres pisos y varias calles, en los que se distribuyen la puerta con arco semicircular, un óculo y un remate final con espadaña de doble vano. Los muros laterales, de aparejo más irregular, en parte enlucido, presentan ventanas de arcos semicirculares. En el sur existe un pórtico de ladrillo de construcción reciente que desentona del conjunto.
- Santa Eulalia: Capillas de Santiago y La Madalena del Monsacro y la Iglesia parroquial de Santa Eulalia.
- San Esteban: Palacio de Villar e Iglesia Parroquial de San Esteban.

Además contiene 4 entidades en el Catálogo de Bienes de Interés Cultural (BIC) como son:
- Abrigo de Entefoces.
- Ermita de La Magdalena (o de Abajo) en el Monsacro.
- Ermita de Santiago (o de Arriba) en el Monsacro.
- Torreón de Peñerudes.

### Torreón de Peñerudes

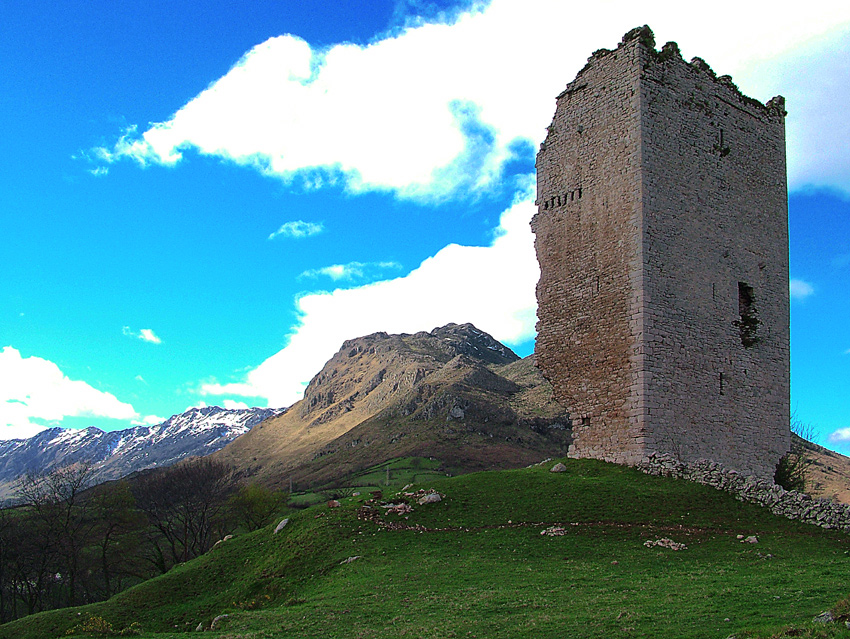
Torreón de Peñerudes

El Torreón de Peñerudes está considerado como Monumento Histórico. Se encuentra a una altitud de 530 m s. n. m. sobre un montículo localizado en el costado norte del pueblo de El Campo, en la parroquia de Peñerudes. El torreón no se conserva muy bien y actualmente, desde hace un siglo, se encuentra en estado bastante ruinoso pero sin mostrar signos de peligro de derrumbamiento.
El torreón es de planta cuadrangular, sus paredes son casi de dos metros y medio de grosor y unos 17 m de altura. En su interior se pueden observar las huellas de los encajes de las vigas que dividían la torre en tres plantas. En cuanto a su aspecto externo, podemos indicar que le falta el frontal sur del edificio y conserva entera la pared norte y una buena parte del resto de las paredes.
El Torreón de Peñerúes se supone que había sido una antigua torre defensiva que protegía esta vía de acceso al centro del principado, a caballo entre el río Trubia y el Nalón y que era un signo del feudalismo asturiano.
Podría ser de origen romano, reformado por el rey Ordoño I. Se menciona su existencia en el año 1378, en un documento que corresponde con el testamento del obispo Gutierre de Toledo, que lega la torre a su hermana.

### Capillas medievales del Monsacro
En la cima del Monsacro, encontramos dos capillas de origen medieval: La Capilla de Santiago o la de arriba; y la Capilla de La Magdalena o la de abajo.
Ambas capillas han sido declaradas Monumento Histórico Artístico en 1992.

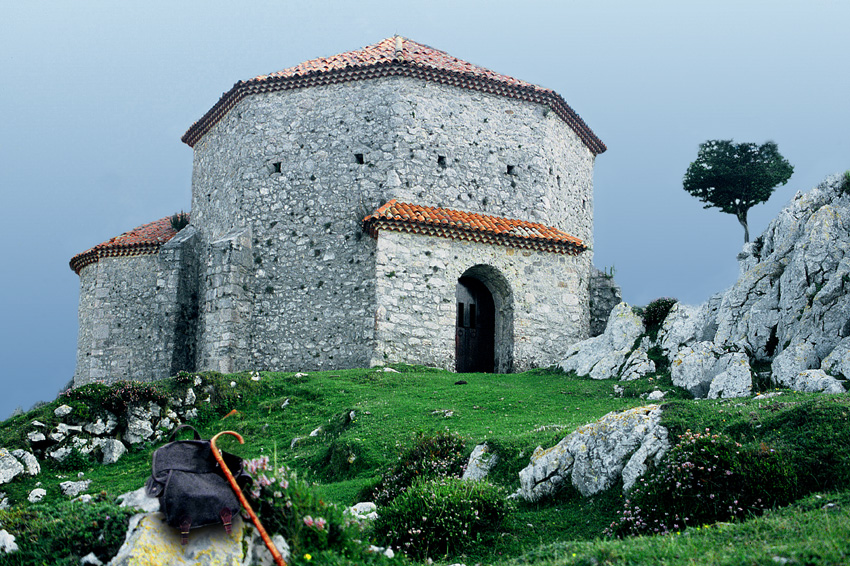
Capilla de arriba o de Santiago

La Capilla de abajo presenta una nave rectangular con cubierta de bóveda algo apuntada y ábside semicircular prolongado. Se accede a su interior por una puerta de arco de medio punto situada en la cara sur de la capilla. La capilla es de piedra y en su interior se cree que estaba pintada, ya que aún quedan restos en su interior. La capilla está dedicada a santa María de La Madalena.
La Capilla de arriba tiene una mayor relevancia y peculiaridad. Existe un debate sobre si la capilla estuvo dedicada a santa Catalina o a Santiago el Mayor, pero actualmente se atribuye al segundo. La nave de esta capilla es octogonal, abovedada y de ábside semicircular. La fachada está resaltada y es de arco de medio punto. También se cree que estuvo pintada. Cuando se restauró se aprovechó para realizar una serie de excavaciones. En el interior de la capilla encontramos el pozo de Santo Toribio, la cueva del Ermitaño y un altar primitivo románico. La capilla es de piedra, y el suelo interior de roca de la capilla se cree que es de la propia montaña.
La invasión musulmana de la península ibérica propició el traslado del Arca Santa y otras reliquias venidas de Jerusalén, desde Toledo al Monsacro, para su salvaguarda. La inquietante situación de la antigua corte visigoda hizo que estas reliquias atravesaran la Cordillera Cantábrica en busca de protección. Finalmente el Arca Santa encontró cobijo en las capillas medievales del Monsacro. Años más tarde, los contenidos del arca fueron trasladados a la catedral de Oviedo.

### Abrigo de Entrefoces
El Abrigo de Entrefoces es una profunda garganta abierta tallada por el río Riosa en la caliza de lamontaña, en su orilla izquierda, a unos 3 m s. n. m. sobre el nivel actual del río, a la salida del pueblo de La Foz. En él se encuentra la Cueva del Molín donde fueron datados y registrados restos arqueológicos.
Excavado en los años 1980, se identificaron varios niveles del Magdalenense inferior cantábrico. Entre el material recuperado destaca una cabeza humana tallada en un canto de cuarcita, un asta de ciervo decorada y un bloque con grabados lineales.
En el centro de interpretación del Palacio Valdés Bazán de San Román de Candamo se concentra todo el arte prehistórico de la cuenca media del Nalón. En ese centro podemos encontrar una representación, a modo de maqueta, del yacimiento de la Cueva de Entrefoces. Además también podemos encontrar representaciones fotográficas de este yacimiento y de otros muchos de la zona del Nalón.

### Patrimonio etnográfico.
El patrimonio etnográfico de Morcín ha sufrido más que en otras partes de Asturias, siendo un concejo en el que hórreos y paneras han sufrido una degradación de sus rasgos específicos. Los que aún se conservan mantienen una tipología arquitectónica que ha permanecido prácticamente invariable a lo largo de los siglos. Tienen un carácter eminentemente popular y, en una estructura sobreelevada, se estructuran habitualmente en planta casi cuadrada con un cuerpo contenedor de madera y techado a cuatro aguas; la cubierta, que puede presentar distintos materiales, en los hórreos de concejo de Morcín suele ser de teja. Por su singularidad, cabe destacar dos hórreos que presentan rasgos no repetidos: el hórreo de puertas talladas de Argame y el hórreo que sigue el modelo de Los Beyos, situado en El Campo (Peñerudes). También son importantes tres hórreos situados en el Río (La Piñera), La Puente (La Foz) y Castandiello (San Esteban).

### Arquitectura Rural Tradicional
En Morcín existieron interesante ejemplos de arquitectura rural asociada a la ganadería y agricultura. El ejemplo más notable que se mantiene en pie es la casa situada en las inmediaciones de la iglesia La Foz.
Molinos: Se conserva un buen ejemplo que, además, aún sigue en funcionamiento: es el conocido como Molino de Aladino Menéndez, a las afueras de Argame.

### Parques y áreas recreativas
Destacan principalmente dos áreas recreativas y un espacio protegido:
Área recreativa de Parteayer
Área localizada en la zona de Parteayer. Es un área llana, soleada y con grandes vistas al Monsacro. Situado en las faldas de la sierra del Aramo desde donde se puede contemplar la belleza de La Madalena.
Área recreativa del Embalse de los Alfilorios
Está situada cerca de la localidad de Peñerudes en la zona noreste del embalse de los Alfilorios. En el embalse puede practicarse la pesca así como otros deportes acuáticos como el piragüismo.
Paisaje protegido de la Sierra del Aramo

... constituye la principal reserva de vegetación y fauna de montaña dentro del sector centro-oriental septentrional de Asturias, tanto por su situación como por su buen estado de conservación: los únicos impactos sensibles afectan a sus dos accesos, por el Alto de la Cobertoria hasta El Gamoniteiro [...], y por el collado de Grandiella hasta El Gamonal.
 Luis Mario Arce Velasco, escritor.

El Plan de Ordenación de los Recursos Naturales de Asturias recoge la Sierra del Aramo bajo la figura de Paisaje Protegido, en atención a sus valores estéticos y paisajísticos. El Aramo es un cordal de unos 15 km de longitud, claramente individualizado de la Cordillera Cantábrica y perpendicular a ella, cuyo núcleo fundamental se extiende por los concejos de Morcín, Riosa y Quirós marcando la divisoria entre las cuencas de los ríos Caudal y Trubia. Mientras que los relieves del centro de Asturias no suelen superar los 1200 m s. n. m. de altitud, las cumbres del Aramo se elevan por encima de los 1700 m s. n. m.: son picos como el Gamonal (1712 m s. n. m.{{), Barriscal (1734 m s. n. m.) y Gamoniteiro (1786 m s. n. m.}}).
El área protegida es la parte alta de la sierra, desde la peña de La Mostayal hasta la collada de La Cobertoria. Quedan fuera los núcleos de población ubicados en las laderas y la mayor parte de las praderías asociadas a ellos. La superficie del espacio protegido es de unos 50 km², de los cuales un 60 % pertenece a Quirós, un 28 % a Riosa y un 14 % al concejo de Morcín. El principal acceso a esta zona es la carretera comarcal AS-230, que comunica Lena con Quirós a través del Alto de la Cobertoria; desde el alto una carretera de servicio al repetidor de RTVE llega hasta el mismo Gamoniteiro; por el norte, una pista asfaltada conduce desde el área recreativa de Viapará (en el collado de Grandiella) hasta la base del monte Gamonal.

## Cultura

### Asociacionismo
Morcín cuenta con un numeroso escaparate de asociaciones de todo tipo que otrogan de gran dinamismo y reconocimiento al concejo.
Hermandad de la Probe
Esta Hermandad de La Foz nace en 1957 y sustituía a las antiguas comisiones que organizaban las fiestas a la Virgen de la Probe.
La Hermandad de la Probe ha tenido el mayor peso cultural en el concejo desde su creación. Ha sido la encargada de resurgir el Queso de Afuega'l pitu, que se encontraba en vías de extinción, convocando una serie de certámenes para conmemorar este queso desde comienzos de los años 1980.
Desde principios de los 90 la Hermandad se encarga de convocar las Ferias de los Quesos Artesanales Asturianos, promocionando así los quesos de la región fuera del Principado. También, desde el año 1992 la Hermandad entrega el galardón de Quesero Mayor de Asturias, que se otorga a las personas que se hayan dedicado a la promoción y defensa del queso asturiano.
La Hermandad organiza desde 1987 un concurso literario sobre los quesos de Asturias para los alumnos de secundaria, se encarga de la organización de las Jornadas Gastronómicas de los Nabos y Les Casadielles, y tiene su peso en la celebración de las romerías en las capillas medievales del Monsacro. Ha sido el gran impulsor, junto al Ayuntamiento de Morcín, del Museo Etnográfico de la Lechería en la localidad de La Foz, recuperando así cantidad de variedades de queso asturiano.
Esta Hermandad, impulsora de tantos eventos, literarios, culturales, gastronómicos, etc., causa mucho arraigo en La Foz, consiguiendo así la renovación constante de sus miembros.
Cofradía de Amigos de los Nabos

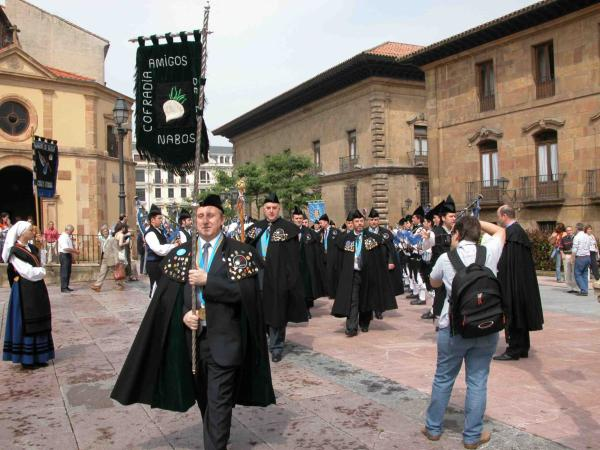
Desfile de la Cofradía de Amigos de los Nabos por la plaza de la Catedral de Oviedo. Se celebra el primer capítulo de la asociación de cofradías de FECOES

La Cofradía de Amigos de los Nabos es una cofradía gastronómica radicada en La Foz. Como definen sus Estatutos su finalidad es:
- Impulsar todas las actividades relacionadas con la festividad de San Antón, especialmente las vinculadas al aspecto lúdico-cultural y gastronómico.
- Fomentar y divulgar el conocimiento la festividad y nuestro pueblo.
- Investigar y recuperar viejas y perdidas tradiciones relacionadas con San Antón y los nabos, como la puya, la procesión, los cánticos medievales y juegos de la carteta y el monte.
- Relacionarse y compartir similares proyectos con otras entidades de semejante naturaleza.

Tuvo su origen el 17 de diciembre de 2002 gracias a la colaboración de cuatro amigos muy unidos a dicha localidad: José Primitivo Sariego Palacios, Jaime Fernández Fernández, José Antonio Díaz López y José Samuel Cachero Álvarez.
Entre los Cofrades de Honor de dicha cofradía cabe destacar a Amado Fávila González, Juan Gona, Ramón Sánchez-Ocaña, la Hermandad de La Probe, Lourdes Maldonado, Vicente Del Bosque, Víctor Manuel, Alberto Suárez Laso y Miguel Bosé.
Asociación de Muyeres So la Malena
La Asociación de Muyeres So la Malena nació en el concejo de Morcín, en abril de 2005 para dar cabida a una serie de inquietudes de las mujeres del concejo que eran conscientes de la necesidad de asociarse para lograr objetivos comunes. Su primera presidenta fue María de los Ángeles Prieto del Corro y actualmente está presidida por María de los Ángeles García.
Con sede social en Santa Eulalia de Morcín, los fines de esta organización parten de la transmisión a todas las mujeres de los valores y principios de igualdad como base esencial para que ésta alcance la plena participación en la vida política, cultural, económica y social. Sin embargo las funciones de la Asociación So la Malena no terminan ahí. Ha intentado desde sus comienzos ser un revulsivo para la vida social y el desarrollo cultural del concejo, participando en todos los actos de interés social o cultural y también organizando e impulsando acciones de formación, ocio, cultura, cuidado físico y mental etc., dirigidas principalmente (aunque no exclusivamente), a las mujeres.
Entre las diferentes actividades que desarrolla destaca la organización del Mercáu Rural de Otoño, Jornadas Gastronómicas, la Romería a Santiago en la majada de las Capillas del Monsacro y talleres varios.

### Museo Etnográfico de la Lechería
El Museo Etnográfico de la Lechería surge en septiembre del año 1992 impulsado por la Asociación de Amigos de los Quesos, la Hermandad de la Probe y el Ayuntamiento de Morcín, para conocer la cultura tradicional de la leche y sus derivados en Asturias. El Museo está emplazado en la localidad de La Foz.
El Museo recoge gran número de piezas divididas en tres secciones: La Leche, El Queso y La Manteca. El Museo también desarrolla una actividad de enseñanza mediante la explicación de museo mediante visitas guiadas y mediante prácticas de métodos de elaboración de quesos.
En esencia, los promotores de la idea buscan un lugar acondicionado para poder desarrollar una serie de objetivos:
- Recoger, custodiar y conservar todos aquellos testimonios materiales e inmateriales relacionados con la producción lechera tradicional, tanto en lo que se refiere a esta producción en bruto como a sus diferentes derivados.
- Clasificar, estudiar y divulgar todos aquellos aspectos relevantes del mundo ganadero y lechero tradicional en su conjunto.
- Mostrar al público en general y a los especialistas los objetos, testimonios e informaciones recogidos, en una exposición armoniosa, ordenada y comprensible, de características permanentes.
- Servir de punto de referencia a los especialistas e investigadores que profundizan en la investigación de los aspectos relacionados con el mundo ganadero, brindando el apoyo preciso y la infraestructura adecuada para facilitar su labor

El día 23 de septiembre de 1992 se inauguró oficialmente el Museo, siendo presidente de la Asociación de Amigos de los Quesos José Primitivo Sariego y el secretario José Antonio Díaz López.

### Premio al Pueblo Ejemplar de Asturias 2002
En el año 2002 la Hermandad de La Probe y la Comunidad Vecinal de la Foz fueron recompensados con el Premio al Pueblo Ejemplar de Asturias otorgado por la Fundación Príncipe de Asturias.
Los motivos, tal como se recogen en el acta del Jurado fueron la capacidad de iniciativa para dinamizar las actividades tradicionales, introduciendo elementos de innovación de la vida económica, social y cultural, cuyo valor trasciende de lo meramente local, para convertirse en un símbolo de progreso y solidaridad humana.
- Wikisource contiene obras originales de o sobre Morcín.

### Fiestas
Cada demarcación política o parroquia de Morcín celebra su propia festividad generalmente ligada al Santo Patrón de la iglesia parroquial. Por ello destacamos:
- En enero, se celebran en La Foz las fiestas de San Antón bajo la advocación de San Antonio Abad.
- En junio, se celebran en Santa Eulalia de Morcín las fiestas de San Antonio de Padua, en Peñerudes las fiestas a San Pedro, y, en Castandiello, las fiestas de San Antonio y de San Esteban.
- En julio, se celebra en Las Mazas la festividad en honor a la Virgen del Carmen.
- En agosto, se celebran en Argame las fiestas de Nuestra Señora de las Nieves dedicadas a la Virgen de las Nieves y, en la Piñera, las fiestas dedicadas a Nuestra Señora de la Asunción.
- En septiembre, se celebran en La Foz las fiestas de La Probe dedicadas a la Virgen de la Probe y en Argame la fiesta de San Miguel.

Destacan especial mente otros dos acontecimientos festivos que suponen para Morcín su religiosidad y su esfuerzo por recuperar las tradiciones:
- La peregrinación y romerías en las capillas medievales del Monsacro que son el día 25 de julio en la festividad de Santiago Apóstol, y el día 15 de agosto en la festividad de la Asunción de María.
- El certamen de Queso de Afuega'l pitu, una de las primeras fiestas asturianas, dedicada a san Antonio Abad en la que se recupera uno de los manjares de la sierra del Aramo: el queso rojo de trapo que era elaborado por las mujeres antiguamente a partir de la leche del ganado. En este día se presentan al concurso todas las formas con que se elabora en Asturias este queso.

### Gastronomía
Morcín ofrece muchas joyas gastronómicas, entre ellas cabe destacar el Queso de Afuega'l pitu y el pote de berzas de San Antón. También cabe destacar el pote de judías y nabos, la fabada, las carnes de cabrito, los nabos preñaos, los corderos a la estaca y a la caldereta; y las setas preparadas de muy variadas maneras.
En cuanto a los postes destacan las famosas casadielles fritas y al horno morciniegas, la tarta de Afuega'l pitu, el flan, el arroz con leche y el brazo gitano.
Estos platos se complementan con buena sidra, buen vino y buenos chupitos.
Existen además una cofradía gastronómica en el concejo que pone en relevancia el producto gastronómico morciniego y asturiano como es la Cofradía de Amigos de los Nabos con sede en La Foz.
Certamen del Queso de Afuega'l Pitu
Se celebra coincidiendo con la festividad de San Antón en enero en la localidad de La Foz.

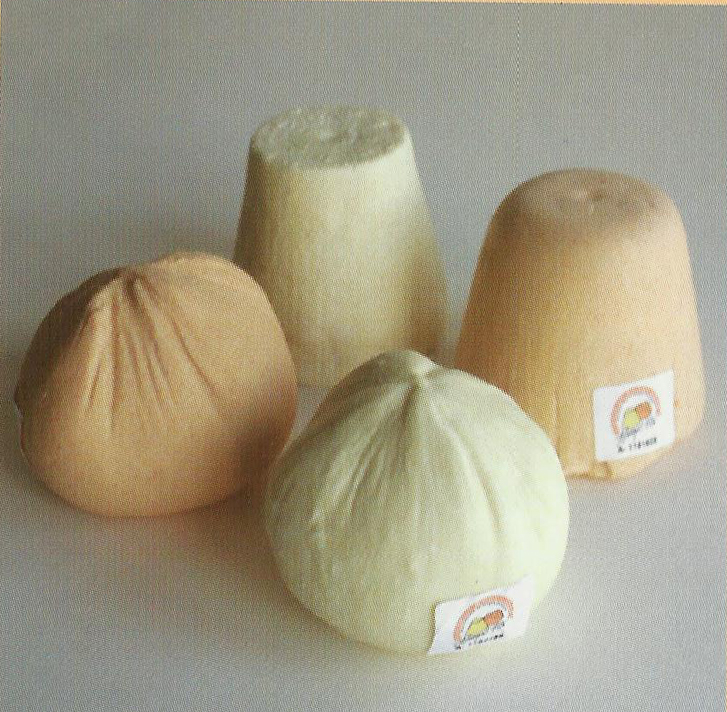
Variedades de Afuega'l Pitu que se promocionan desde este Certamen de Quesu Afuega'l Pitu

Este certamen goza de reputación a nivel regional y nacional por recuperar y promocionar el Queso de Afuega'l pitu, queso típico del concejo. En este día se presentan a concurso todos los tipos y clases de este queso y sus diferentes modos de elaboración según el concejo donde se fábrica. Durante el certamen, también tienen lugar diferentes exposiciones sobre artesanía.
El certamen tuvo su primera edición en el año 1981 con la intención de dar a conocer este queso y potenciar la fiesta de San Antón. La Hermandad de La Probre ayudó económicamente en la realización de los primeros certámenes y comenzó así a vincularse con este tipo de queso.
El Queso de Afuega'l pitu ganó popularidad en el concejo de Morcín, Salas, Grado y Pravia gracias a este certamen. Poco a poco este queso comienza a exportarse en países como EE. UU., México, Alemania, Holanda, Andorra y Japón. El Queso de Afuega'l pitu tiene Denominación de origen desde el verano del año 2004.
Fiesta gastronómica de San Antón
También conocida como la Fiesta de los nabos, se celebra en enero coincidiendo con el Certamen del Queso de Afuega'l pitu y con la festividad de San Antón.
En esta fiesta es tradicional degustar el pote de nabos, los callos, las casadiellas y el queso de afuega'l pitu. Todo ello acompañado de productos de la matanza del cerdo.
Con motivo de esta festividad se entrega el premio Nabo de Plata al agricultor de la parroquia que mayor superficie de tierra destina a la plantación de nabos.
Con la creación de la Cofradía de Amigos de los Nabos, esta jornada gastronómica ha alcanzado mayor popularidad regional.

### Actividades deportivas
En el concejo se pueden practicar gran cantidad de actividades como la caza, la pesca (sobre todo en el río Caudal), la escalada, deportes náuticos, fútbol y gran cantidad de rutas de montañismo y de senderismo. En el embalse de los Alfilorios se pueden practicar deportes náuticos como el piragüismo o remo.
La escalada se puede practicar en el rocódromo del polideportivo de La Foz o al aire libre, destacando las paredes situadas en la zona de Otura, a 2,5 kilómetros de La Foz.
Lo más importante del concejo es la posibilidad que ofrece en la práctica de numerosas rutas de montañismo y senderismo. Entre ellas podemos destacar:
- Ascenso a las capillas medievales del Monsacro y subida al pico La Fayona. El ascenso se puede realizar desde varios puntos de la geografía del concejo. Un primer punto de ascenso puede ser desde Otura, otro desde la zona de La Collada, un tercero desde la zona de San Sebastián y otro desde el Área Recreativa de Viapará (en el concejo de Riosa). El ascenso no suele durar más de dos horas y se puede completar con pequeñas subidas a otros accidentes de la zona.
- Subida al Mirador de Pando y Pico Llusoriu. Desde la Foz se toma la carretera a La Figuar y desde allí a la pista que va a dar al valle del Caudal. Desde allí se puede contemplar Mieres y toda la zona de la Sierra del Aramo. La subida no dura más de dos horas.
- Ascenso a los Picos de La Gamonal y Mostayal. La subida no dura más de tres horas y tiene diferentes puntos de ascenso con diferentes dificultades.

## Ciudades hermanadas
- Arroyo Naranjo, Cuba
- Bir Enzarán, Campos de Refugiados de la RASD en Tinduf
- Lécousse, Francia